# Бахр-ель-Газаль (регіон)
Регіон Бахр-ель-Газа́ль (фр. Barh El Gazel, араб. منطقة بحر الغزال) — один з 22 регіонів, на які розподіляється Чад. Утворений 19 лютого 2008 року на основі існуючого раніше регіону Канем.

## Географія
Регіон Бахр-ель-Газаль розташований в західній частині країни. На півночі межує з регіоном Борку, на сході з регіоном Батха, на півдні з регіоном Хаджер-Ламіс, на заході з регіоном Канем.

## Адміністративний поділ
В адміністративному відношенні Бахр-ель-Газаль розділений на два департаменти, Північний Бахр-ель-Газаль (складається з 3 підпрефектур: Салал, Маджуро і Дургуланга.) і Південний Бахр-ель-Газаль (4 підпрефектур: Мусора, Мішеміре, Шадра і Амсілеп).